# 照井誉之介
照井 誉之介（てるい よのすけ、1984年8月4日 - ）は、日本の政治家、新聞記者。北海道檜山郡江差町長（3期）。

## 概要
東京都目黒区出身。横浜市で育つ。2003年3月、明治学院高等学校卒業。2008年3月、早稲田大学政治経済学部政治学科卒業。同年4月、北海道新聞社に就職。2009年から2012年までの3年間、江差支局に勤務し、2010年の江差町長選挙の取材にも従事した。2012年7月、帯広支社に転勤し、2014年4月に北海道新聞社を退社。4月11日、江差町長選挙への出馬を表明。同年7月の江差町長選挙に無所属で出馬し、4期目の当選を目指していた現職の浜谷一治町長を447票差で破り、初当選。同年8月8日、江差町役場に初登庁し、正式に江差町長に就任した。